# Андреевский сельский совет (Севастополь)
Андреевский сельский совет (укр. Андріївська сільська рада, крымскотат. Aqleyiz köy şurası) — орган местной власти и соответствующая подчинённая территория в составе Нахимовского района города со специальным статусом Севастополя (горсовета) Украины (фактически до 2014 года); ранее до 1991 года — в составе Крымской области УССР в СССР.
Территория находится на побережье Чёрного моря. Граничила на юге с Качинским поссоветом Нахимовского района города со специальным статусом Севастополя (горсовета), на севере и востоке — с Бахчисарайским районом АР Крым.
Площадь сельсовета 35,54 км², население на 1 января 2010 года — 3468 человек, по переписи 2001 года — 2747 человек.
Сельсовет образован в 1987 году в подчинении Севастопольскому горсовету Крымской области УССР в составе СССР.
К 2014 году включал 2 села:
- Андреевка
- Солнечный

С 2014 года на месте сельсовета находится Андреевский муниципальный округ города федерального значения Севастополя РФ.
17 июля 2020 года парламент Украины, не признающей аннексию Крыма Российской Федерацией, принял постановление о новой сети районов в стране, которым предполагается вывести территорию сельсовета из подчинения Севастополю и включить её в состав Бахчисарайского района АР Крым, однако это решение не вступало в силу в рамках украинского законодательства до «возвращения Крыма под общую юрисдикцию Украины». 9 сентября 2023 года, несмотря на отсутствие контроля над полуостровом, вступили в силу поправки, которые ввели в действие данное постановление в отношении Крыма.